# Campeonato Mundial de Natação em Piscina Curta de 2021 - 400 m medley feminino
A prova dos 400 metros nado medley feminino do Campeonato Mundial de Natação em Piscina Curta de 2021 foi disputado no dia 16 de dezembro de 2021, na Etihad Arena, em Abu Dhabi, nos Emirados Árabes Unidos.

## Recordes
Antes desta competição, os recordes mundiais e do campeonato nesta prova eram os seguintes:
|                       | Nome            | Nacionalidade | Tempo   | Local     | Data                  |
| --------------------- | --------------- | ------------- | ------- | --------- | --------------------- |
| Recorde mundial       | Mireia Belmonte | Espanha       | 4:18.94 | Eindhoven | 12 de agosto de 2017  |
| Recorde do campeonato | Mireia Belmonte | Espanha       | 4:19.86 | Doha      | 3 de dezembro de 2014 |

## Medalhistas
| Ouro                  | Prata              | Bronze                 |
| Tessa Cieplucha (CAN) | Ellen Walshe (IRL) | Melanie Margalis (USA) |

## Resultados

### Eliminatórias
As eliminatórias ocorreram dia 16 de dezembro com um total de 32 nadadoras.
| Colocação | Bateria | Raia | Nadadora                   | Nacionalidade              | Tempo   | Notas            |
| --------- | ------- | ---- | -------------------------- | -------------------------- | ------- | ---------------- |
| 1         | 4       | 3    | Ilaria Cusinato            | Itália                     | 4:30.27 | Q                |
| 2         | 4       | 5    | Tessa Cieplucha            | Canadá                     | 4:30.62 | Q                |
| 3         | 4       | 4    | Melanie Margalis           | Estados Unidos             | 4:30.75 | Q                |
| 4         | 3       | 9    | Ellen Walshe               | Irlanda                    | 4:30.78 | Q                |
| 5         | 3       | 4    | Bailey Andison             | Canadá                     | 4:31.08 | Q                |
| 6         | 3       | 5    | Zsuzsanna Jakabos          | Hungria                    | 4:32.02 | Q                |
| 7         | 3       | 3    | Katie Shanahan             | Reino Unido                | 4:32.75 | Q                |
| 8         | 3       | 6    | Emma Weyant                | Estados Unidos             | 4:32.97 | Q                |
| 9         | 3       | 0    | Yu Yiting                  | China                      | 4:33.29 |                  |
| 10        | 2       | 4    | Anja Crevar                | Sérvia                     | 4:33.30 |                  |
| 11        | 3       | 2    | Viktoriya Zeynep Güneş     | Turquia                    | 4:34.42 |                  |
| 12        | 4       | 1    | Viktória Mihályvári-Farkas | Hungria                    | 4:35.69 |                  |
| 13        | 4       | 7    | Catalina Corró             | Espanha                    | 4:35.74 |                  |
| 14        | 4       | 8    | Nathalia Almeida           | Brasil                     | 4:36.22 |                  |
| 15        | 4       | 2    | Maria Ugolkova             | Suíça                      | 4:37.75 |                  |
| 16        | 4       | 6    | Anastasiia Sorokina        | Federação Russa de Natação | 4:38.49 |                  |
| 17        | 3       | 8    | Jung Hae-un                | Coreia do Sul              | 4:39.53 |                  |
| 18        | 4       | 0    | Nikoleta Trníková          | Eslováquia                 | 4:39.77 |                  |
| 19        | 2       | 3    | Jimena Pérez               | Espanha                    | 4:39.88 |                  |
| 20        | 3       | 7    | Kristýna Horská            | Chéquia                    | 4:39.90 |                  |
| 21        | 3       | 1    | Deniz Ertan                | Turquia                    | 4:40.39 |                  |
| 22        | 1       | 4    | Kristen Romano             | Porto Rico                 | 4:41.84 | Recorde nacional |
| 23        | 2       | 5    | Jinjutha Pholjamjumrus     | Tailândia                  | 4:42.18 |                  |
| 24        | 4       | 9    | Claudia Hufnagl            | Áustria                    | 4:42.64 |                  |
| 25        | 2       | 6    | Chloe Cheng                | Hong Kong                  | 4:44.53 |                  |
| 26        | 2       | 1    | Florencia Perotti          | Argentina                  | 4:46.31 |                  |
| 27        | 2       | 9    | Iman Avdić                 | Bósnia e Herzegovina       | 4:47.42 |                  |
| 28        | 2       | 2    | Alexandra Dobrin           | Roménia                    | 4:47.99 |                  |
| 29        | 2       | 0    | Maria Romanjuk             | Estónia                    | 4:50.91 |                  |
| 30        | 1       | 5    | Laura Melo                 | Colômbia                   | 5:00.25 |                  |
| 31        | 1       | 6    | Karla Abarca               | Nicarágua                  | 5:08.94 |                  |
| 32        | 1       | 3    | Samantha van Vuure         | Curaçau                    | 5:13.46 |                  |
| 33        | 2       | 7    | María Fe Muñoz             | Peru                       | DNS     |                  |
| 33        | 2       | 8    | Ashley Lim                 | Singapura                  | DNS     |                  |

### Final
A final foi realizada em 16 de dezembro.
| Colocação         | Raia | Nadadora          | Nacionalidade  | Tempo   | Notas            |
| ----------------- | ---- | ----------------- | -------------- | ------- | ---------------- |
| Medalha de ouro   | 5    | Tessa Cieplucha   | Canadá         | 4:25.55 |                  |
| Medalha de prata  | 6    | Ellen Walshe      | Irlanda        | 4:26.52 | Recorde nacional |
| Medalha de bronze | 3    | Melanie Margalis  | Estados Unidos | 4:26.63 |                  |
| 4                 | 8    | Emma Weyant       | Estados Unidos | 4:27.45 |                  |
| 5                 | 2    | Bailey Andison    | Canadá         | 4:28.97 |                  |
| 6                 | 4    | Ilaria Cusinato   | Itália         | 4:29.37 |                  |
| 7                 | 7    | Zsuzsanna Jakabos | Hungria        | 4:31.49 |                  |
| 8                 | 1    | Katie Shanahan    | Reino Unido    | 4:32.68 |                  |

Legenda
| Recorde mundial       | Recorde mundial (World record)               |                       | Recorde africano                      | Recorde africano (African) |                                           | Q | Classificado por posição (Qualified) |
| Recorde do campeonato | Recorde do campeonato (Championship record)  | Recorde da América    | Recorde da América (Americas)         | q                          | Classificado por melhor tempo (Qualified) |   |                                      |
| Melhor marca do ano   | Melhor marca do ano (World leading)          | Recorde asiático      | Recorde asiático (Asian)              | DNS                        | Não largou (Did not start)                |   |                                      |
| Recorde nacional      | Recorde nacional (National record)           | Recorde europeu       | Recorde europeu (European)            | DNF                        | Não terminou (Did not finish)             |   |                                      |
| Recorde pessoal       | Recorde pessoal do atleta (Personal best)    | Recorde da Oceania    | Recorde da Oceania (Oceania)          | DSQ / DQ                   | Desclassificado (Disqualified)            |   |                                      |
| Recorde da temporada  | Recorde da temporada do atleta (Season best) | Recorde sul-americano | Recorde sul-americano (South America) | NM                         | Sem marca (No mark)                       |   |                                      |